# ماجراهای آفریقا
ماجراهای آفریقا (فرانسوی: Aventures de trois Russes et de trois Anglais dans l'Afrique australe‎) با نام دیگر ماجراهای سه روسی و سه انگلیسی در آفریقای جنوبی رمانی است نوشته ژول ورن نویسنده فرانسوی که در سال ۱۸۷۲ چاپ شد.
خلاصه داستان :
در بامداد روز ۲۷ ژانویه ۱۸۵۴ میلادی و در اعماق جنگلهای جنوب شرقی آفریقا، دو مسافر در کنار رود اورانژ نشسته و به دقت به جریان آن می نگریستند. یکی از آن دو نفر یک بوشمن به نام “ماکام” بود که در جنگل و در شمال غربی کلنی “کاپ” سکونت داشت. بوشمنها افراد خانه به دوشی بودند که در ناحیه بین اورانژ و کوههای شرقی زندگی می کردند. دیگری دانشمند بیست و چهار ساله انگلیسی به نام “سر ویلیام آمری” بود.
آنها در حالی که کمینِ شکار بودند، در مورد مسافرتشان به جنوب صحبت می کردند. قرار بود به زودی “کلنل اورست” به همراه یک هیئت علمی از انگلستان به آنها بپیوندد و با هم مسافرتشان را به سمت جنوب آغاز کنند.
این هیئت علمی تصمیم گرفته بود از ماکام که آن مناطق را به خوبی می شناخت، بعنوان راهنما استفاده کند. اما هدف این هیئت چه بود و چرا می خواستند به جنوبی ترین قسمت آفریقا سفر کنند؟ تنها آمری می دانست؛ ولی نمی توانست چیزی در این مورد به ماکام بگوید …